# Rezolucja Rady Bezpieczeństwa ONZ nr 315
Rezolucja Rady Bezpieczeństwa ONZ nr 315 została przyjęta jednomyślnie 15 czerwca 1972 r.
Rada potwierdziła swoje poprzednie rezolucje w kwestii cypryjskiej oraz przedłużyła mandat Sił Pokojowych ONZ na Cyprze na kolejne miesiące, do dnia 5 grudnia 1972 r.
Rada wezwała również wszystkie zaangażowane strony do dalszego działania z największą powściągliwością oraz pełną współpracę z siłami pokojowymi.
Uchwała została podjęta jednomyślnie 14 głosami; Chiny nie brały udziału w głosowaniu.